# Jürgen Schwarz (Politikwissenschaftler)
Jürgen Schwarz (* 9. Januar 1936 in Essen; † 1. März 2020) war ein deutscher Politikwissenschaftler. Er war Professor für Internationale Beziehungen an der Universität der Bundeswehr München.

## Leben
Schwarz studierte Politikwissenschaft, Soziologie, Geschichte, Philosophie und Völkerrecht an den Universitäten Köln, Freiburg (u. a. bei Johannes Vincke und Fritz Pringsheim) und Genf. Während seiner Studienzeit war er u. a. AStA-Vorsitzender und im Verband Deutscher Studentenschaften engagiert. 1959 legte er das philosophische Staatsexamen bei Max Müller ab. 1962 wurde er bei Arnold Bergstraesser an der Philosophischen Fakultät der Universität Freiburg mit der Dissertation Die deutsche Studentenschaft in der Zeit von 1918 bis 1923 und ihre Stellung zur Politik zum Dr. phil. (summa cum laude) promoviert.
Von 1962 bis 1964 war er Referent für Politische Bildung in der Hauptstelle des Bundes der Deutschen Katholischen Jugend (BDKJ) in Düsseldorf. 1963/64 war er Stipendiat am Genfer Hochschulinstitut für internationale Studien. Von 1964 bis 1973 arbeitete er als wissenschaftlicher Referent bzw. Fachgruppenleiter am Forschungsinstitut für internationale Politik und Sicherheit der Stiftung Wissenschaft und Politik (SWP) in Ebenhausen, zuletzt leitete er die Fachgruppe „Westeuropa und Nordamerika“. 1968/69 war er John F. Kennedy Fellow an der Harvard University in Cambridge, Massachusetts.  1973 wurde er Dozent und Professor für Internationale Politik an der Universität Hamburg. Ab 1975 bekleidete er eine ordentliche Professur für Internationale Beziehungen an der Universität der Bundeswehr München, wo er das Institut für Internationale Politik, Sicherheitspolitik, Wehr- und Völkerrecht leitete sowie die Fakultät für Sozialwissenschaften und den Studiengang „Staats- und Sozialwissenschaften“ begründete. Überdies lehrte er an der Hochschule für Politik München. Seine Forschungsschwerpunkte sind Europäische Integration, US-amerikanische und französische Außen- und Sicherheitspolitik und Internationale Beziehungen. Zu seinen akademischen Schülern gehören Jakob Kreidl, Ralph Rotte und Peter Bardehle.
1978/79 war er Distinguished Scholar an der Heritage Foundation in Washington, D.C. und 1982/83 NATO Research Fellow. Ferner war er Mitglied der Joint Strategic Studies Group (Harvard/MIT). In den USA wurde er nachhaltig durch Henry Kissinger beeinflusst.
Schwarz fungierte als Herausgeber u. a. der Beiträge zur Internationalen Politik (ab 1977), der Texte zum Studium der internationalen Beziehungen (ab 1978), der Dokumente und Materialien zur Internationalen Politik (ab 1994), der Ordo Inter Nationes (ab 1997) und der Studien zur Internationalen Politik (ab 1997). Er war Mitglied des Katholischen Arbeitskreises Entwicklung und Frieden der Deutschen Bischofskonferenz und Berater für internationale Politik bei der Katholischen Sozialwissenschaftlichen Zentralstelle Mönchengladbach.

## Schriften (Auswahl)
- Studenten in der Weimarer Republik. Die deutsche Studentenschaft in der Zeit von 1918 bis 1923 und ihre Stellung zur Politik (= Ordo politicus. Band 12). Duncker & Humblot, Berlin 1971, ISBN 3-428-02363-3.
- mit Armin A. Steinkamm (Hrsg.): Rechtliche und politische Probleme des Einsatzes der Bundeswehr „out of area“. Protokoll und Dokumentation eines Symposium der Universität der Bundeswehr München am 12. und 13.12.1991 (= Sicherheit und Recht. Band 8). Nomos, Baden-Baden 1993, ISBN 3-7890-2983-1.
- als Hrsg.: Der Politische Islam. Intentionen und Wirkungen (= Politik- und kommunikationswissenschaftliche Veröffentlichungen der Görres-Gesellschaft. Band 8). Schöningh, Paderborn u. a. 1993, ISBN 3-506-76817-4.
- als Hrsg.: Die katholische Kirche und das neue Europa. Dokumente 1980–1995 (= Forum Weltkirche. Band 6). 2 Teile, Matthias-Grünewald-Verlag, Mainz 1996, ISBN 3-7867-1973-X.
- mit Jan Wiktor Tkaczyński, Christoph Ulrich Vogel (Hrsg.): Polen und die neue NATO. Modalitäten der Integration (= Studien zur internationalen Politik. Band 1). Lang, Frankfurt am Main u. a. 1997, ISBN 3-631-32347-6.